# مها سليم

مها سليم (ممثلة)

مها سليم ممثلة مصرية  بدأت مشوارها الفني في منتصف الخمسينيات وأدت أدواراً مساعدة عديدة في السينما مثل دور الجارة والفراشة والخادمة والدادة وفى منتصف الستينيات اتجهت للعمل بالمسرح وقدمت العديد من المسرحيات.
كان رصيدها 13 عملاَ بين السينما والمسرح من عام 1955 وحتى عام 1971.

## قائمة أعمالها
فيلم «عصافير الجنة» للمخرج سيف الدين شوكت  عام 1955
فيلم «إسماعيل يس في جنينة الحيوانات» للمخرج سيف الدين شوكت عام  1957
فيلم «شمس لا تغيب» للمخرج حسين حلمي المهندس عام 1959
فيلم «سجن العذارى» للمخرج إبراهيم عمارة عام 1959
فيلم «العتبة الخضراء» للمخرج فطين عبد الوهاب عام 1959
مسرحية «يا ريتني ما اتجوزت» للمخرج عادل خيري عام 1960
فيلم «سامحني» للمخرج حسن رضا عام 1960
مسرحية «كان غيرك اشطر» للمخرج سعيد أبو السعد  عام 1961
فيلم «التلميذة» للمخرج حسن الإمام عام 1961
مسرحية «عريس في اجازة» للمخرج نبيل خيري  عام 1966
مسرحية «الدلوعة» للمخرج حافظ أمين عام 1969
مسرحية «سنة مع الشغل اللذيذ» للمخرج السيد بدير عام 1970
فيلم «5 شارع الحبايب» للمخرج السيد بدير عام 1971

## وصلات خارجية
https://elcinema.com/person/1104972 مها سليم
https://dhliz.com/artist/RKEhU732YeA/ مها سليم
https://karohat.com/Person/ea8d1efc-a1ce-4908-a44c-f609125c4468 مها سليم